# Lunca (gmina Oniceni)
Lunca – wieś w Rumunii, w okręgu Neamț, w gminie Oniceni. W 2011 roku liczyła 345 mieszkańców.